# Her Chee
Ein sehr seltener Roller der um die 1500 Euro wer ist im Gebrauchten ZustandHer Chee Taiwan cat 50
1. ↑  Her Chee Taiwan cat 50. 16. August 2025, abgerufen am 15. August 2025 (deutsch).